# 자그웽비에 루빈
자그웽비에 루빈(Zagłębie Lubin)은 돌니실롱스크주 루빈을 연고로 하는 폴란드의 축구 클럽으로, 폴란드의 최상위 리그인 엑스트라클라사에서 활동 중이다. 이 클럽은 1945년 9월 10일에 OMTUR 루빈(OMTUR Lubin)이란 이름으로 창단되었다. 1990-91시즌에 처음으로 리그 우승을 한 이후에, 2006-07시즌에 두 번째 우승을 하게 되었다.

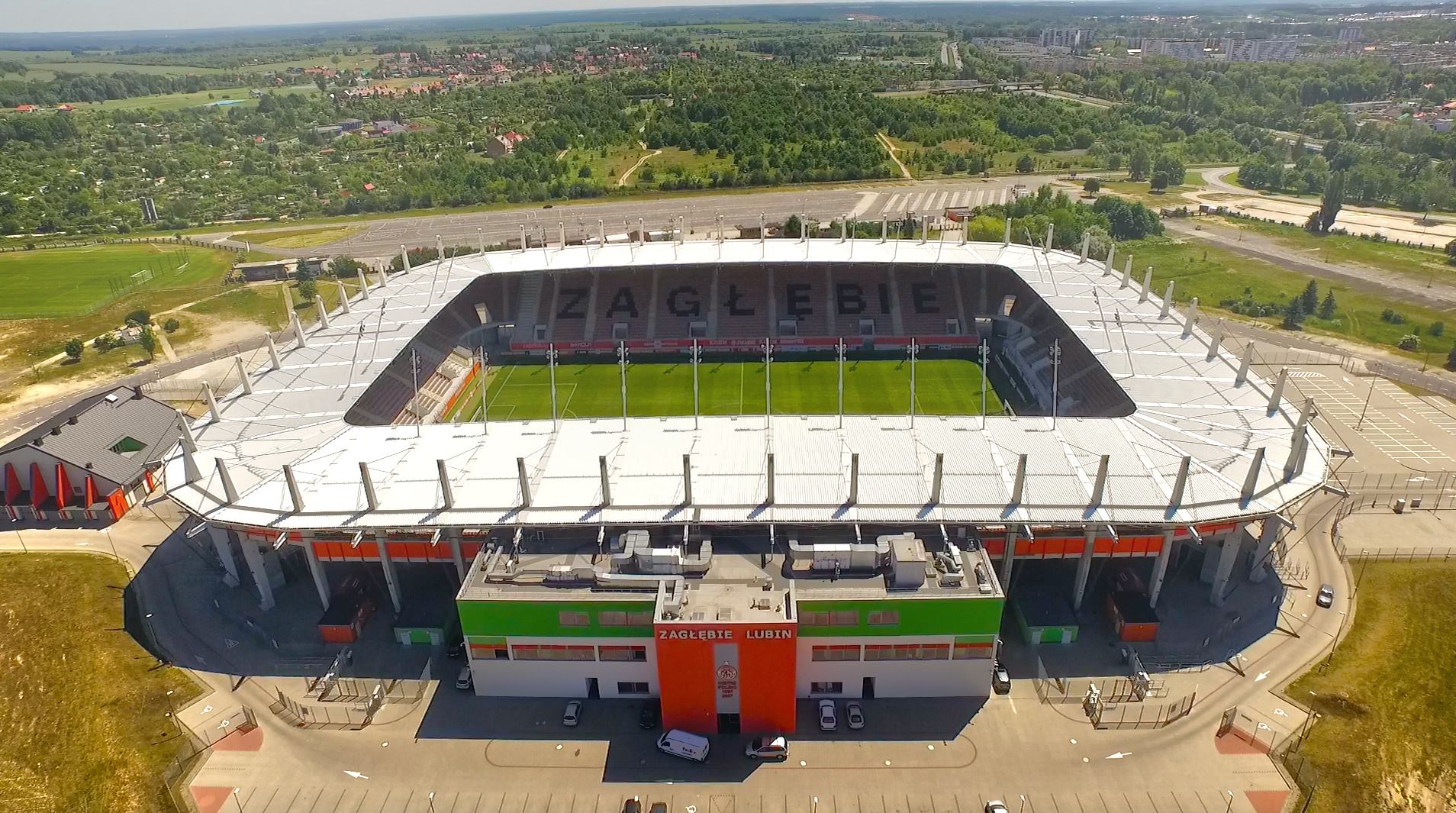
스타디온 자그웽비아 루빈

### 역대

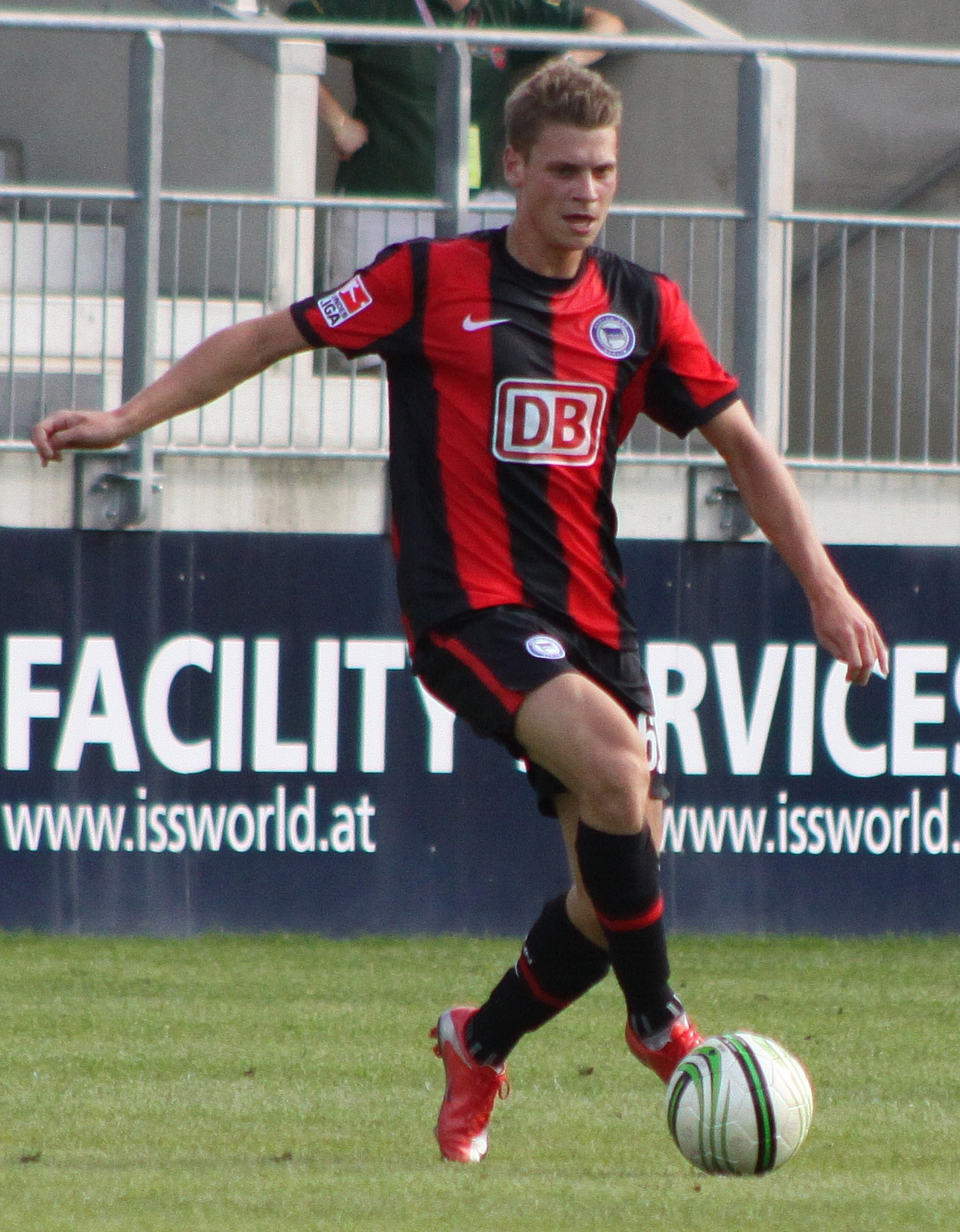
우카시 피슈체크

## 역대 성적
- 엑스트라클라사

우승 (2) : 1990-91, 2006-07
준우승 (1) : 1989-90
- 폴란드 컵

준우승 (2) : 2004-05, 2005-06
- 폴란드 슈퍼컵

우승 (1) : 2007
준우승 (1) : 1991
- 폴란드 리그컵

준우승 (1) : 2000-01

## 선수단

### 현재 소속 선수
2025년 2월 27일 기준
참고: FIFA 자격 규정에 따라 소속된 국가대표팀 국기를 표시합니다. 선수는 복수의 FIFA 비회원국 국적을 가지고 있을 수 있습니다.
| 번호 | 포지션 | 국적 | 이름 |
| ---- | ------ | ---- | ---- |

| 번호 | 포지션 | 국적 | 이름 |
| ---- | ------ | ---- | ---- |

## 역대 감독
| 감독              | 임기        |
| ----------------- | ----------- |
| 안제이 샤르마흐   | 1997 ~ 1998 |
| 스테판 마예프스키 | 2001        |
| 프란치셰크 스무다 | 2005 ~ 2006 |
| 프란치셰크 스무다 | 2009        |